# Kubb (Band)
Kubb war eine kurzlebige englische Alternative-Rock-Band um den Sänger und Songwriter Harry Collier. Mitte der 2000er waren sie mit dem Album Mother in den britischen Charts erfolgreich und verkauften insgesamt über 250.000 Platten.

## Bandgeschichte
Die Mutter von Harry Collier stammt aus Tobago. Er selbst wurde in Liverpool geboren, die Familie zog aber auf die Karibikinsel, als er vier Jahre war. Er wuchs mit Musik auf und lernte Flöte, Klarinette und klassische Gitarre. Mit 17 Jahren ging er nach England zurück. In Cornwall war er Teil der Funkrockband Rootjoose war. Sie veröffentlichte 1997 ein Album und löste sich nach einiger Zeit wieder auf. Danach ging er nach London, wo er als Bedienung in einem Café arbeitete und gelegentlich Gästen ein Geburtstagsständchen sang. Rollo Armstrong von Faithless war bei einem solchen Auftritt dabei und lud ihn anschließend in sein Studio ein.
Er lernte Ben Langmaid (später bei La Roux) und Jeff Patterson kennen und gemeinsam schrieben sie eine Reihe von Songs. Die beiden hatten aber kein Interesse, als Musiker aufzutreten. Deshalb suchte Collier unter anderem per Anzeige im New Musical Express Bandmusiker. Mit dem Gitarristen Adj Buffone, dem Keyboarder John Tilley und dem Schlagzeuger Dominic Greensmith ging er anschließend ins Studio und nahm die Songs für das Album Mother auf. Die vorab veröffentlichten Singles Remain und Wicked Soul waren bereits in den Singlecharts erfolgreich, das Album erreichte im November 2005 aber nur eine Chartwoche mit Platz 66. Als Kubb Anfang 2006 bei der BBC-Abstimmung Sound of 2006 aber Platz 9 belegte, fand das Album neues Interesse. Es kehrte in die Charts zurück und stieg bis auf Platz 26 und erreichte schließlich Gold-Status. Die dritte Singleauskopplung Grow wurde noch ein Top-20-Hit.
Es blieb aber ein kurzlebiges Projekt von Collier: Als Buffone 2006 die Band verließ, fiel sie auseinander. Collier wirkte noch im selben Jahr beim Faithless-Album To All New Arrivals und der Hitsingle Bombs mit und machte anschließend als Solomusiker weiter. Greensmith kehrte zu seiner vorherigen Band Reef zurück. Tilley wurde Studiomusiker und Produzent und war Keyboarder unter anderem 2017 beim Nummer-1-Hit Perfect von Ed Sheeran.

## Mitglieder
- Harry Collier, Sänger/Songwriter
- Adj Buffone, Gitarrist
- John Tilley, Keyboarder
- Dominic Greensmith, Schlagzeuger

## Diskografie
Alben
- Mother (2005)
- Live in the Pub (Napster) (live, EP, 2005)
- Live from London (iTunes) (live, 2006)

Lieder
- Somebody Else (2005)
- Remain (2005)
- Wicked Soul (2005)
- Grow (2006)
- Remain (2006)